# 40-40クラブ

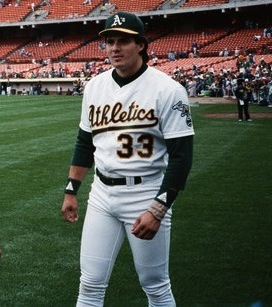
1988年、MLB史上初めて40-40を達成したホセ・カンセコ

40-40クラブ（40-40 club）は、MLBにおいて1シーズンに40本塁打以上と40盗塁以上を同時に達成した選手たちのことを指す。

## 概要

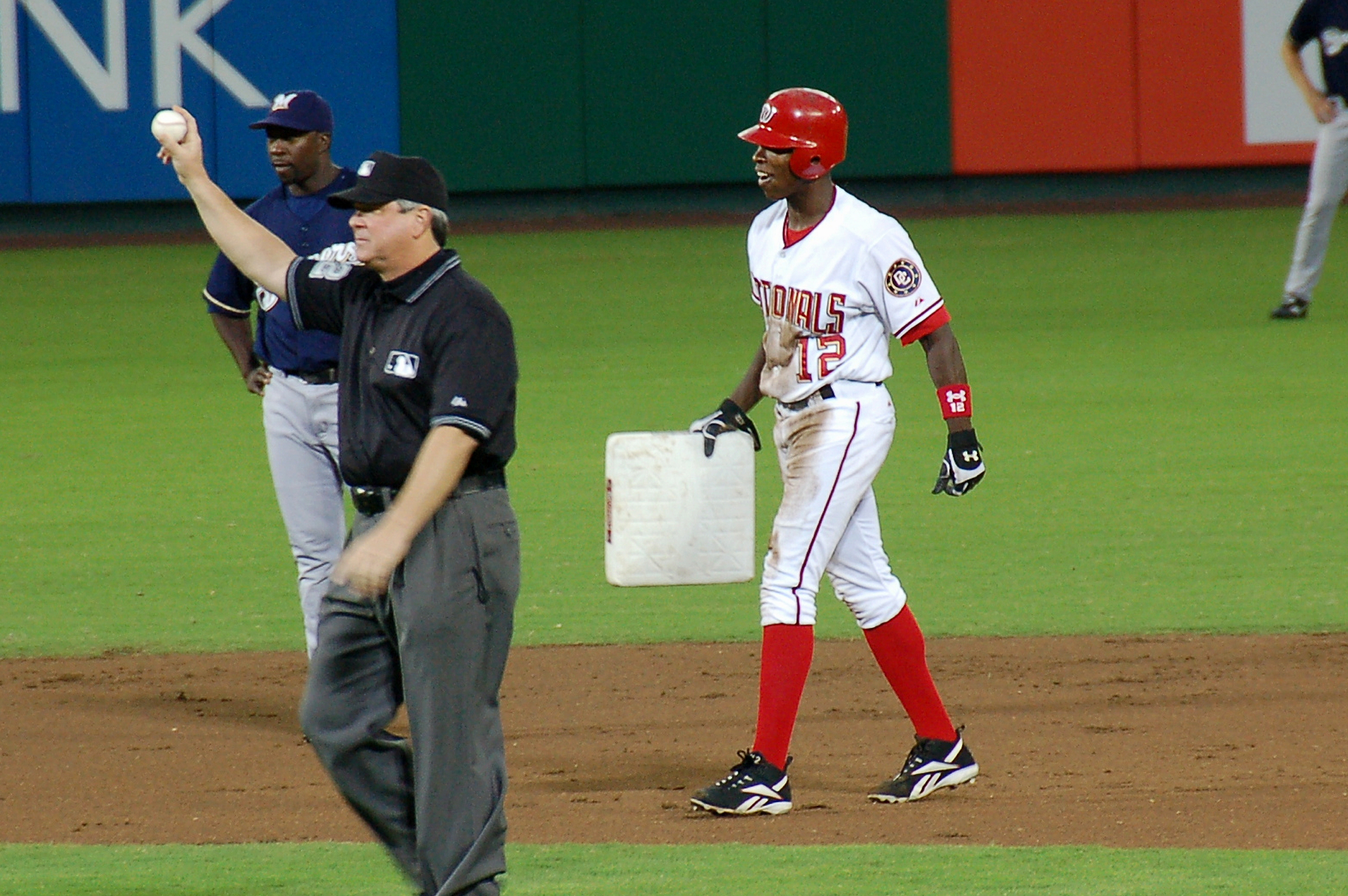
シーズン40個目の盗塁で40-40を達成した後、二塁ベースを回収するアルフォンソ・ソリアーノ（2006年9月16日）

40-40クラブのメンバーになることは、現代のアメリカ野球ではなかなか達成できない偉業である。1つのシーズン中に40本のホームランを打つパワーと40個の盗塁をこなすスピードの両方を兼ね備えた選手はほとんどいないためである。一般的に、40本のホームランを打てるパワーのある選手は40個の盗塁に必要なスピードを持っておらず、その逆もまた同様である。これは、MLBの統計的傾向が変化しても同じで、1980年代の盗塁数は異常に多かったものの、40本のホームランに到達した選手はほとんどいなかった。1990年代後半にはホームラン数は非常に多くなったものの、盗塁という戦術があまり使われなくなったため、盗塁数はより稀になった。しかし、2023年シーズンから導入されたベースサイズ拡大や牽制球制限の新ルールによってMLB全体の盗塁数が急増し、2023年から2年連続で達成者が現れた。
MLB史上で40-40達成者は6人であり、複数回達成した選手はいない。ホセ・カンセコが1988年に初めて達成。達成者にはラテン系や黒人選手が名を連ね、白人選手の達成者はいない。アジア人選手としては2024年に日本人選手の大谷翔平が初めて達成した。
達成した6人のうち、4人は右打者、2人は左打者だった。バリー・ボンズとアレックス・ロドリゲスは通算600本塁打達成者であり、カンセコ、ロナルド・アクーニャ・ジュニア、大谷は達成した年にMVPに選出され（ボンズは5位、ソリアーノは6位、ロドリゲスは9位）、またカンセコ、大谷はワールドシリーズに進出した。なお40-40を上回る記録としては、アクーニャ・ジュニアはMLB史上初となる40-70（41本塁打・73盗塁）、大谷はMLB史上初となる50-50（54本塁打・59盗塁）を達成している。
ソリアーノは40-40の他に41二塁打を記録している。ロドリゲス（遊撃手）と大谷（指名打者）以外の達成者はいずれも外野手である。現役でない達成者はすべて通算400本塁打かつ通算200盗塁を達成している。カンセコ、ボンズ、ソリアーノは40本塁打のあとに40盗塁を達成し、ロドリゲスとアクーニャ・ジュニアは40盗塁のあとに40本塁打を達成した。大谷は同じ試合中に両方を達成した唯一の選手であり、4回に40個目の盗塁、9回裏に40本目となるサヨナラ満塁本塁打を放ち達成した。
これまで、複数回達成者はいないが、アクーニャ・ジュニア（2019年 41-37）、ソリアーノ（2002年 39-41)  、ボンズ（97年 40-37）が複数回達成に近い記録を残し、カンセコが40-40に近づいたのは1998年（46-29）だった。ロドリゲスは他に40本塁打を7回記録したが、いずれの年も24盗塁を超えたことはなかった。
ボビー・ボンズ (1973年 39-43)  、前述のソリアーノ、ブラディミール・ゲレーロ (2002年 39-40) 、マット・ケンプ (2011年 39-40) 、ホセ・ラミレス (2024年 39-41) はいずれも39本塁打に終わり、あと1本塁打で達成だった。なお盗塁があと1つで40-40達成となる例はこれまでない。
40-40達成の最速は2024年大谷による126試合目である。以下、ソリアーノ147試合、カンセコ151試合、アクーニャ・ジュニア152試合、ロドリゲス153試合、ボンズ158試合となっている。

## 達成者
| dagger        | 殿堂入りした選手 |
| double-dagger | 現役選手         |

| 達成年月日    | 選手名                         | 達成時の所属球団               | 本塁打 | 盗塁 | 出典   |
| ------------- | ------------------------------ | ------------------------------ | ------ | ---- | ------ |
| 1988年9月23日 | ホセ・カンセコ                 | オークランド・アスレチックス   | 42     | 40   | [ 11 ] |
| 1996年9月27日 | バリー・ボンズ                 | サンフランシスコ・ジャイアンツ | 42     | 40   | [ 12 ] |
| 1998年9月19日 | アレックス・ロドリゲス         | シアトル・マリナーズ           | 42     | 46   | [ 13 ] |
| 2006年9月16日 | アルフォンソ・ソリアーノ       | ワシントン・ナショナルズ       | 46     | 41   | [ 8 ]  |
| 2023年9月22日 | ロナルド・アクーニャ・ジュニア | アトランタ・ブレーブス         | 41     | 73   | [ 14 ] |
| 2024年8月23日 | 大谷翔平                       | ロサンゼルス・ドジャース       | 54     | 59   | [ 15 ] |

## MLB以外
- NPB（日本プロ野球）において40-40を達成した選手はいない。近い記録としては秋山幸二が1987年に43本塁打38盗塁、1990年に35本塁打51盗塁を記録した。異なるシーズンで40本塁打と40盗塁を記録した選手も、秋山と別当薫しかいない[16]。
- KBO（韓国プロ野球）においては、エリック・テームズが唯一の40-40達成者である。NCダイノスに在籍した2015年に47本塁打40盗塁を記録した[17]。

## 50-50クラブ
50-50クラブ（50-50 club）は、野球リーグにおいて、1シーズンに50本塁打以上と50盗塁以上を同時に達成した選手達を指す。2025年時点で、メジャーリーグベースボール (MLB) で50-50を達成した人物は大谷翔平のみである。MLB以外のプロリーグにおいては現在、達成者は存在しない。

MLBの歴史上、シーズン50本塁打以上は32人の選手が合計50回しか記録していない。
大谷が50-50を達成するまで、MLBでシーズン50本塁打に到達した選手のうち同じシーズンの盗塁数が最も多かったのは、1955年のウィリー・メイズと2007年のアレックス・ロドリゲスのそれぞれ24盗塁であった。「同一シーズンでなくても50本塁打と50盗塁をそれぞれ達成したことのある選手」に基準を緩めても、該当者はバリー・ボンズ（2001年に73本塁打、1990年に52盗塁）、ブレイディ・アンダーソン（1996年に50本塁打、1992年に53盗塁）および大谷（2024年に54本塁打59盗塁）の3人しかいない。
大谷は2024年9月19日のマイアミ・マーリンズ対ロサンゼルス・ドジャース戦で6打数6安打2盗塁3本塁打10打点を記録し、MLB史上初めて50-50を達成した。大谷は最終的に54本塁打・59盗塁まで記録を伸ばした。
大谷が50-50を達成した2024年は日本ではユーキャン新語・流行語大賞のベストテンに「50-50」、日経MJヒット商品番付の東の横綱に「大谷50-50」が選出された。

### 達成選手
| 達成年月日    | 選手名   | 達成時の所属球団         | 本塁打 | 盗塁 | 達成時試合数 | 出典   |
| ------------- | -------- | ------------------------ | ------ | ---- | ------------ | ------ |
| 2024年9月19日 | 大谷翔平 | ロサンゼルス・ドジャース | 54     | 59   | 150          | [ 25 ] |